# Гудхью, Бертрам
Бертрам Гросвенор Гудхью (англ. Bertram Goodhue, 28 апреля 1869 года, Помфрет, округ Уиндем, штат Коннектикут, США — 23 апреля 1924 года, Нью-Йорк) — американский архитектор, известный своими работами в неоготическом и испанском колониальном стилях. Он также разработал известные шрифты, в том числе Cheltenham и Merrymount для издательства Merrymount Press. Позже Гудхью развил свой архитектурный стиль, работая над такими проектами, как El Fureidis в Монтесито, Калифорния (одно из трёх поместий, которые он спроектировал).

## Биография
Бертрам Гудхью родился в Помфрете, округ Уиндем, штат Коннектикут, в семье Чарльза Уэллса Гудхью и его второй жены, Хелен Гросвенор (Элдридж) Гудхью. Из-за Материальной стеснённости семьи Бертрам получал домашнее образование от матери, пока в возрасте 11 лет не был отправлен в Коллегиальный и коммерческий институт Рассела. Финансовые трудности не позволили ему поступить в университет. В 1884 году вместо дальнейшего обучения, он переехал в Манхэттен, штат Нью-Йорк, где стал стажёром в архитектурной фирме Renwick, Aspinwall & Russell (один из её руководителей, Джеймс Ренвик-младший, был архитектором церкви Грейс и собора Святого Патрика в Нью-Йорке). Ученичество Гудхью закончилось в 1891 году, когда он выиграл конкурс на проект церкви Святого Матфея в Далласе.
Завершив ученичество Гудхью переехал в Бостон, штат Массачусетс, где подружился с группой молодых интеллектуалов, участвовавших в создании Общества искусств и ремёсел в Бостоне в 1897 году. В этот круг входили Чарльз Элиот Нортон из Гарвардского университета и Эрнест Феноллоса из Бостонского музея изящных искусств. Именно благодаря этой группе Гудхью познакомился с Ральфом Адамсом Крэмом, который стал его деловым партнёром почти на 25 лет. Крэм и Гудхью были членами нескольких обществ, включая «Оловянные кружки» и «Визионисты». В 1892—1893 годах они издавали ежеквартальный художественный журнал «Странствующий рыцарь». Разносторонне одарённый Гудхью также изучал книжный дизайн и шрифтовой дизайн. В 1896 году он создал шрифт Cheltenham для нью-йоркской типографии Cheltenham Press. Этот шрифт впоследствии стал использоваться в качестве заголовков газеты The New York Times.
В 1891 году Крэм и Гудхью основали архитектурное бюро Cram, Wentworth & Goodhue, переименованное в 1898 году в Cram, Goodhue & Ferguson. Бюро было лидером в области неоготической архитектуры, получая значительные заказы от церкви, академических и институциональных клиентов. Церковь Святого Фомы в стиле готического возрождения была спроектирована ими и завершена в 1913 году на Пятой авеню Манхэттена в Нью-Йорке. В 1904 году Гудхью построил таунхаус по адресу Ист 74-я улица, 106, приблизив фасад к линии застройки и переделав его в сочетании готического и тюдоровского стилей. В 1915 году Гудхью принял членство в организации, которая сейчас известна как Американская академия искусств и литературы. В 1917 году Гудхью был избран в Национальную академию дизайна в качестве ассоциированного члена, а в 1923 году стал её действительным членом.
Когда Гудхью в 1914 году ушёл из бюро, чтобы открыть собственную практику, Крэм уже выполнил свой давнишний заказ на неоготический дизайн для собора Святого Иоанна Богослова в Нью-Йорке. Он продолжал работать в готическом стиле до конца своей карьеры.
В своей индивидуальной карьере Гудхью погрузился в серию радикально иных стилистических экспериментов. Первым из них стал стиль византийского возрождения для епископской церкви Святого Варфоломея на Парк-авеню в Нью-Йорке, построенной на новой платформе прямо над железнодорожными путями Центрального вокзала.
В Калифорнии в 1915 году Гудхью переосмыслил испанское барокко и испанскую колониальную архитектуру, дополненную традиционными для последней деталями чурригереско, и выступил основателем стиля, ставшего известным как стиль испанского колониального возрождения. Он начал с важного заказа на планировку и здания четырехугольника Эль Прадо на крупной Панамско-Калифорнийской выставке 1915 года, проходившей в парке Бальбоа в Сан-Диего. Он был ведущим архитектором, сменив Ирвинга Гилла, с Карлтоном Уинслоу-старшим и Ллойдом Райтом в качестве ассистентов. Стиль Панамско-Калифорнийской выставки был замечен многими и стал чрезвычайно влиятельным в Калифорнии и на юге и юго-западе США. В Калифорнии архитектурный стиль испанского колониального возрождения стал доминирующим, что продолжается и по сей день. Уникальный стиль восстановления Санта-Барбары после её разрушения в результате сильного землетрясения в 1925 году был заимствован Гудхью из местного и испанского колониального возрождения на Панамско-Калифорнийской выставке. Примерами значительных частных калифорнийских заказов, оба из которых сейчас являются зарегистрированными достопримечательностями, являются его проекты поместий Дж. Уолдрона Джиллеспи 1906 года, Эль-Фурейдис; Райта Ладингтона 1915 года, Диас-Фелисес — Валь-Верде в Монтесито. Гудхью и Джиллеспи провели шестимесячный совместный исследовательско-коммерческий тур по Египту, Персии и Аравийскому полуострову, прежде чем совместно поработать над планировкой классических персидских садов и резиденцией в стиле римского и испанского колониального возрождения в Эль-Фурейдис. Работы Гудхью в стиле испанского колониального возрождения стали доминировать в гавайской архитектуре общественных зданий и усадебных домов во время строительного бума 1920-х годов на территории Гавайев.
В дальнейшем архитектурные творения Гудхью стали свободнее от архитектурных деталей и приобретали более романские формы, хотя он по-прежнему был привержен интеграции скульптуры, мозаики и цвета в поверхностные архитектурные детали. К концу своей карьеры он пришёл к глубоко индивидуальному стилю, синтезу упрощённых форм и обобщённой архаичности, и эти нововведения проложили путь другим к переходу к современным архитектурным стилям. Этот стиль прослеживается в его последних крупных проектах: Лос-Анджелесской публичной библиотеке 1926 года в стиле средиземноморского и египетского возрождения; Капитолии штата Небраска; и в его работе, представленной на конкурс Chicago Tribune Tower в 1922 году.
Гудхью умер в 1924 году в Нью-Йорке. По его просьбе он был похоронен в склепе в северном (левом) трансепте церкви Покрова Пресвятой Богородицы на Манхэттене — здании, которое он считал своим лучшим произведением. Скульптор Ли Лори создал для него гробницу в готическом стиле, изображающую Гудхью лежащим под резным нимбом с изображениями некоторых из его строений. В 1925 году, посмертно, Гудхью был удостоен Золотой медали Американского института архитектуры (AIA).
На протяжении всей своей карьеры Гудхью часто сотрудничал с выдающимися художниками и мастерами. Среди них были скульптор Ли Лори и мозаичист Хилдрет Мейер. Их творчество играет ключевую роль в эстетической силе и социальном подтексте, заложенных в лучших работах Гудхью. Ли Лори работал с Крамом и Гудхью над часовней в Вест-Пойнте, церковью Святого Винсента Феррера, церковью Святого Варфоломея и запрестольной росписью в церкви Святого Фомы. После 1914 года Лори работал с Гудхью в его србственной архитектурной фирме над следующими объектами: Публичной библиотекой Лос-Анджелеса, Капитолием штата Небраска, часовней Рокфеллера в Чикагском университете, зданием Национальной академии наук в Вашингтоне, округ Колумбия, и церковью Христа в Крэнбруке, достроенной после смерти Гудхью в школах Крэнбрук в Блумфилд-Хиллз, штат Мичиган.
Часто соавтором Гудхью был Эдвард Ардолино.
После скоропостижной смерти Гудхью в 1924 году многие из его проектов были завершены архитектором Карлтоном Уинслоу-старшим в Калифорнии, преемницей фирмы Mayers Murray & Phillip в Нью-Йорке, и другими его коллегами. До того, как Гудхью основал собственную независимую архитектурную фирму и заработал репутацию, в его архитектурных бюро работали такие дизайнеры и архитекторы, как Рэймонд Худ, Карлтон Уинслоу-старший, Кларенс Стайн и Уоллес Харрисон. Тематический консультант Хартли Берр Александр, Ли Лори и Хилдрет Мейер вновь объединились в 1930-х годах для сотрудничества с Рэймондом Худом по проекту Рокфеллер-центра.

## Наследие
В диссертации, посвящённой американской региональной архитектуре в Калифорнии и на Гавайях, Гудхью приписывается создание самобытной интерпретации испанской колониальной архитектуры в стиле испанского колониального возрождения, ставшего доминирующим региональным стилем Калифорнии. Он также оказал непосредственное влияние на доминирование стиля испанского колониального возрождения в крупных общественных и частных архитектурных проектах Гавайев 1920-х годов.
Наряду с Полом Кретом и другими, Гудхью иногда приписывают участие в популяризации стиля ар-деко в Америке, как, например, в его проекте здания Капитолия штата Небраска, что позволяет некоторым ретроспективно отнести его к ранним американским модернистам. Однако его преданность идее интеграции искусства и архитектуры противоречила духу модернистского дизайна и, по крайней мере, отчасти объясняет академическое и критическое пренебрежение его работами.
Значительный архив — переписка, архитектурные чертежи и документы Гудхью хранятся в Архитектурной и художественной библиотеке Эйвери при Колумбийском университете в Нью-Йорке.
Джеймс Перри Уилсон, архитектор и художник, создавший многие диорамы естественной истории в Американском музее естественной истории, до перехода в музейную сферу работал в компании Гудхью.